# Carnets de notes sur vêtements et villes
Pour plus de détails, voir Fiche technique et Distribution.
Carnets de notes sur vêtements et villes (Aufzeichnungen zu Kleidern und Städte) est un documentaire franco-allemand réalisé par Wim Wenders, sorti en 1989 et dont le sujet est le couturier Yohji Yamamoto .

## Synopsis
Wim Wenders converse avec le couturier japonais Yohji Yamamoto sur le processus créatif et s'interroge sur la relation entre les villes, l'identité et le cinéma à l'ère numérique.	

## Distribution
- Yohji Yamamoto : lui-même
- Wim Wenders : lui-même